# カナーレ・モンテラーノ
カナーレ・モンテラーノ（伊: Canale Monterano）は、イタリア共和国ラツィオ州ローマ県にある、人口約4,200人の基礎自治体（コムーネ）。

## 地理

### 位置・広がり
ローマ県北西部のコムーネ。

#### 隣接コムーネ
隣接するコムーネは以下の通り。括弧内のVTはヴィテルボ県所属を示す。
- ブレーラ (VT)
- マンツィアーナ
- オリオーロ・ロマーノ (VT)
- トルファ
- ヴェヤーノ (VT)

### 気候分類・地震分類
カナーレ・モンテラーノにおけるイタリアの気候分類 (it) および度日は、zona D, 1952 GGである。
また、イタリアの地震リスク階級 (it) では、zona 3B (sismicità bassa) に分類される。

## 行政

### 分離集落
カナーレ・モンテラーノには、以下の分離集落（フラツィオーネ）がある。
- Bagni di Stigliano, Castel Donato, Eremo, La Piana, Montevirginio